# Crucifix de Sant'Antimo
Le Crucifix de Sant'Antimo est un  grand crucifix peint en tempera sur bois, réalisé vers 1190 par un maître anonyme siennois ; la grande croix peinte est exposée et conservée aux Musei reuniti de Montalcino.

## Histoire
Le   crucifix peint   provient de  l'Abbaye de Sant'Antimo de laquelle est tiré son nom.

## Description
Le crucifix (endommagé) respecte les conventions du Christus triumphans, Christ mort mais triomphant sur la Croix, issue de l'iconographie religieuse gothique médiévale  occidentale (qui sera à son tour remplacé, par le Christus patiens, résigné à la mode byzantine de Giunta Pisano et ensuite, à la pré-Renaissance, par le Christus dolens des primitifs italiens).
Attributs du Christus triumphans montrant la posture d'un Christ vivant détaché des souffrances de la Croix :
- Tête relevée, légèrement inclinée (quelquefois tournée vers le ciel), ici très auréolée (nimbe rouge sur fond d'or),
- yeux ouverts,
- Ici les flancs du Christ penchent legerement vers la gauche, musculature suggérée
- du sang (absent ici) peut s'écouler des plaies.

Scènes complémentaires
- cimaise : Christ rédempteur dans un tondo entouré de deux anges.
- tabelloni de chaque côté du Christ : Marie (symbole de l'Église) (image perdue) et Jean (symbole des saintes écritures) debout.

## Analyse stylistique
La délicatesse des couleurs, la transparence du vernis et la netteté du dessin rapprochent le crucifix de ceux de l'école ombrienne, comparable au crucifix de Spolète d'Alberto Sotio (1187).